# Adam Stefan Sapieha
El Príncep Adam Stefan Stanisław Bonifacy Józef Sapieha (ˈadam ˈstɛfan saˈpʲɛxa, 14 de maig de 1867 - 23 de juliol de 1951) va ser un cardenal polonès de l'Església Catòlica Romana que va servir com a arquebisbe de Cracòvia. Entre 1922 i 1923 va ser un senador de la Segona República Polonesa. El 1946, el papa Pius XII el va crear cardenal.

## Biografia
Sapieha va néixer el 1867 al castell de Krasiczyn, llavors part de l'Imperi Austríac. La seva família, originària del Gran Ducat de Lituània, era membre de la noblesa polonesa. Va ser el més jove dels set fills del príncep Adam Stanisław Sapieha-Kodenski i la princesa Jadwiga Klementyna Sanguszko-Lubartowicza, filla de Władysław Hieronim Sanguszko. El seu gran germà, el príncep Władysław Leon Sapieha, és l'avi de la reina Mathilde dels belgues.

### Educació
Després de graduar-se al gimnàs a Lwów el 1886, es va matricular al Departament de Dret de la Universitat de Viena, iniciant simultàniament els estudis de dret a l'Institut Catòlic de Lilla. El 1887, a partir del seu certificat de la Universitat de Viena, Sapieha va continuar els seus estudis a la Universitat Jagiellonian de Cracòvia. Després de dos anys, va aprovar l'examen i va tornar a Viena per continuar estudis, on va romandre fins a 1890, obtenint el certificat de culminació. El mateix any va començar estudis teològics a la Universitat d'Innsbruck, i el 1892 es va inscriure en el tercer any del Seminari Teològic Catòlic Romà Major de Lviv.

### Vocació primerenca
Després de tornar al país d'origen el 1897, va ser designat vice-rector del seminari diocesà a Lwów, on va treballar fins a 1901. Va renunciar perquè va ser desanimat per les regles imposades per l'educació dels joves sacerdots. Després d'un viatge de mig any als Estats Units, va ser designat vicari de la congregació de Sant Nicolau a Lwów l'octubre de 1902. En 1905, Sapieha va ser nomenada camarlenc papal, i va ser enviat a Roma on era consultor sobre assumptes en relació amb l'Església catòlica a Polònia, en els territoris annexats, la realització d'una idea de Lwów amb l'arquebisbe catòlic armeni Józef Teodorowicz (que era amic de llarg termini de la Sapieha) a tenir un representant de l'Església catòlica a Polònia la Cúria papal.
Va ser educat a la Pontifícia Universitat Gregoriana de Roma, on també fou ordenat sacerdot l'1 d'octubre de 1893 pel bisbe Jan Puzyna de Kosielsko (després bisbe de Cracòvia i cardenal). El pare Sapieha realitza treballs pastorals a la diòcesi de Lemberg, al seminari del qual fou membre de la facultat durant quatre anys fins a convertir-se en rector. A l'octubre de 1895 va començar estudis a Roma, on va obtenir un doctorat de dret civil i canònic a l'Acadèmia Pontifícia Eclesiàstica. Al mateix temps, va estudiar diplomàcia a l'Acadèmia Pontificia de Nobles Eclesiàstics.
El 1902 és nomenat canonge del capítol de la Catedral de Lvov.

### Bisbe
Sapieha va ser nomenat bisbe de Cracòvia el 24 de novembre de 1911 i va ser consagrat pel Papa Pius X a la Capella Sixtina el 7 de desembre del mateix any. El 1915, va establir un comitè de socors per a les víctimes de la Primera Guerra Mundial.
Després de la Primera Guerra Mundial, Sapieha es va convertir en un oponent vocal del nou concordat negociat entre la Santa Seu i l'estat polonès recentment ressuscitat. Va argumentar que l'Església polonesa havia de ser completament independent de l'estat i que el seu primat fos l'arquebisbe de Varsòvia. Aquesta actitud va conduir a un conflicte amb el cardenal Achille Ratti, el nunci del Papa Benet XVI, durant el primer congrés de la postguerra dels bisbes polonesos a Gniezno celebrat del 26 al 30 d'agost de 1919. Sapieha va pensar que els polonesos havien de decidir els seus assumptes sense influència exterior i va demanar a Ratti que abandonés la sala de conferències. Sapieha no va ser elevat al cardenalat per Ratti després d'esdevenir el papa Pius XI el 1922.
El 1922, Sapieha va ser elegit senador de la Unió Cristiana de la Unitat Nacional. Va ordenar un servei commemoratiu i va proclamar l'assassinat de Gabriel Narutowicz. Va ser l'únic discurs que va pronunciar com a senador perquè el mandat papal en aquella època prohibia al clergat de celebrar càrrecs públics. Va renunciar el 9 de març de 1923.
Sapieha va ser nomenat arquebisbe metropolità en 1925, quan la diòcesi de Cracòvia va ser elevada al rang d'arxidiòcesi. Va rebre un títol honoris causa de la Universitat Jagelloniana el 1926. El setembre del 1930, després que els líders de l'oposició haguessin estat arrestats i encarregats a la fortalesa de Brest, els arquebisbes Sapieha i Teodorowicz van criticar fortament el govern. Malgrat això, i altres desacords ocasionals amb el govern, Sapieha va rebre l'orde de l'Àguila Blanca el 1936.
El 1937, Sapieha, que s'havia oposat al règim de Pilsudski, va prendre la controvertida decisió de traslladar el cos de Piłsudski, dins de la catedral de Wawel, des de la cripta de St. Leonard fins a la cripta sota les campanes de plata.
El 1939 va demanar al Papa Pius XI que acceptés la seva renúncia a causa de l'edat i de la seva salut, però el papa es va negar. Després de la mort de Pius XI, va repetir la seva petició al nou papa Pius XII el 19 de juny de 1939. En previsió de la propera guerra i a instància de Józef Beck va retirar la seva renúncia.

### Activitats durant la Segona Guerra Mundial
Durant la Segona Guerra Mundial, mentre que el Primat August Hlond estava a França, Sapieha era el cap de facto de l'església polonesa en jurisdiccions directament annexades pel Tercer Reich (el primat Hlond estava representat per Walenty Dymek, bisbe auxiliar de Poznań). Una de les organitzacions més importants a les quals pertanyia era el Consell Nacional de Benestar, creat sobre el model de Càritas. Des de l'inici de la guerra de l'ocupació nazi, va ser activista independentista, treballant amb el govern polonès a l'exili.
L'agost de 1944, Sapieha es va veure obligada a operar el seminari polonès en secret perquè els alemanys van començar a matar seminaristes cada vegada que els trobaven. Va traslladar els seus alumnes (inclòs el futur papa Joan Pau II, Karol Wojtyła) al Palau Episcopal de Cracòvia per acabar la seva formació durant l'ocupació nazi de Polònia.
El biògraf de Sapieha, Jacek Czajkowski, descriu les circumstàncies de l'arquebisbe que va ser convidat pel governador Hans Frank a la festa d'aniversari de Hitler l abril de 1942. Li va dir a l'oficial alemany: «No! No canviarà res, però prendran una fotografia i escriuran que un bisbe polonès va arribar a la festa d'aniversari de Hitler amb els millors desitjos. Digui-li que no vindré.» Una altra anècdota es recorda quan el governador Hans Frank va ordenar a l'arquebisbe que li lliurés les claus del Castell de Wawel. Sapieha va respondre: «Però no us oblideu de retornar-los quan deixeu Wawel».

### Cardenal
Al març de 1945, va iniciar la publicació de Tygodnik Powszechny. Va ser creat cardenal, amb el títol de cardenal prevere de Santa Maria Nuova, el 18 de febrer de 1946. L'1 de novembre de 1946 va conferir l'ordenació sacerdotal a Karol Wojtyła a la capella de la seva residència episcopal. Després del pogrom de Kielce, va proporcionar ajuda als jueus afectats
El 1949, va proposar que Stefan Wyszyński, arquebisbe metropolità de Gniezno i Varsòvia des del 12 de novembre de 1948, fos el Primat de Polònia.
L'any següent (1950), va escriure cartes al llavors president polonès Boleslaw Bierut protestant contra la repressió de Bierut de l'església. Sapieha va morir el 23 de juliol de 1951, i el seu funeral el 28 de juliol es va convertir en una manifestació política. Va ser enterrat a la catedral de Wawel, en una cripta sota el confessional de Sant Stanislas.

## Honors
- Orde de l'Àliga Blanca
- Gran Creu de l'Orde Polònia Restituta
- Gran Creu de l'orde Imperial de Francesc Josep
- Orde de la Corona de Ferro
- Creu Pro Ecclesia et Pontifice

## A la ficció
En la miniserie de la CBS del 2005 el Papa Joan Pau II, l'arquebisbe Sapieha va ser interpretat per l'actor nord-americà James Cromwell.

## Bibliograpfia
- Stępień, Stanisław. "Kardynał Adam Stefan Sapieha Środowisko Rodzinne, Życie i Dzieło", Przymyśl, 1995